# 썸머 스톰 (2004년 영화)
썸머 스톰(독일어: Sommersturm)은 2004년 개봉한 독일의 LGBT 성장 영화이다. 이야기는 여름 폭풍으로 절정에 달하는 조정 레가타를 배경으로 설정된다.

## 줄거리
독일 전역에서 모인 여러 조정팀들이 훈련을 위해 한적한 캠핑장에 모이면서 이야기가 시작된다. 남부 독일의 RSC 조정 클럽 멤버들이 최종 조정 경기를 위해 훈련하는 과정이 주된 내용이다.
남자 팀원들은 베를린에서 온 여자 조정팀과의 캠핑에 들떠 있었지만, 우연히도 여자 팀이 취소되고 대신 게이 청소년 조정팀인 '퀴어슈라그'가 오게 된다. 이들은 자신들의 성 정체성을 숨기지 않고 당당하게 표현한다.
RSC 팀과 퀴어슈라그 팀 사이에는 종종 긴장감이 흐르는 가운데, 주인공 토비는 오랜 친구이자 팀 동료인 아킴에 대한 감정을 깨닫고 혼란스러워한다. 아킴은 이미 여자친구 산드라와 사귀고 있었고, 토비는 아킴에게 거절당한 후 큰 상심에 빠진다. 그러던 중 퀴어슈라그 팀의 멤버 레오와 새롭게 친구가 되면서 위로를 받는다.
두 팀 사이의 긴장감은 여름 폭풍을 배경으로 절정에 달한다. 레오는 토비에게 그의 성 정체성을 팀원들 앞에서 밝히라고 압박하고, 토비는 자신이 게이가 아니라고 부인한다. 토비의 비밀을 알고 있던 여자친구 안케는 토비를 변호하려는 팀원들의 요구에도 침묵으로 일관한다.
결국 토비는 자신의 팀원들에게 자신의 성 정체성을 밝히고, 그의 팀원들은 그의 결정을 받아들이고 그를 지지한다. 이후 토비의 팀은 최종 조정 경기에서 퀴어슈라그 팀과 경쟁한다.

## 캐스팅
- 로베르트 슈타들로버 - Tobi
- 코스차 울만 - Achim
- 위르겐 통켈 - Hansi
- 미리암 모르겐슈테른 - Sandra
- 알리샤 바흘레다추루시 - Anke
- 말론 키텔 - Leo
- 하노 코플러 - Malte
- 루트비히 블로흐베르거 - Oli
- 트리스타노 카사노바 - Georg
- 알렉사 마리아 서홀트 - Susanne
- 요제프 므바레크 - Ferdinand